# Thomas County, Kansas
Thomas County är ett administrativt område i delstaten Kansas, USA, med 7 900 invånare. Den administrativa huvudorten (county seat) är Colby.

## Geografi
Enligt United States Census Bureau har countyt en total area på 2 784 km². 2 784 km² av den arean är land och 0 km² är vatten.

### Angränsande countyn
- Rawlins County - norr
- Decatur County - nordost
- Sheridan County - öst
- Gove County - sydost
- Logan County - söder
- Sherman County - väst

### Orter
- Brewster
- Colby (huvudort)
- Gem
- Menlo
- Oakley (delvis i Gove County, delvis i Logan County)
- Rexford